# Paul Dobson
Paul William Dobson (Londen, 7 januari 1964) is een Canadees stemacteur van Engelse afkomst. Hij is een van de stemacteurs die werken met de Ocean Group, een productiebedrijf gevestigd in Vancouver, dat de stemmen verzorgt van Amerikaanse tekenfilms alsook de Engelse nasynchronisatie van anderstalige producties, waaronder een groot aantal Gundam-series.
Enkele personages waaraan Dobson zijn stem heeft geleend, zijn Sideways in Transformers: Armada, krachtpatser Juggernaut in X-Men: Evolution, Howdy de hamster in Hamtaro en Naraku, de primaire antagonist van InuYasha. Hij werkt geregeld samen met zijn broers Michael en Brian Dobson, die eveneens stemacteur zijn, zoals in He-Man (naast Brian als Skeletor) en in Transformers: Cybertron. Ook zijn neef Kieffer Dobson, de zoon van Michael, werkt als stemacteur.

## Rollen (selectie)
- Beast Machines (animatieserie) – Tankor, Obsidian
- Dead Rising 2 (computerspel) – Sergeant Dwight Boykin
- Dragon Ball Z (animatieserie) – Zarbon, Korin, Dr. Briefs, Orlen, Dr. Kochin, Dr. Wheelo
- Fantastic Four: World's Greatest Heroes (animatieserie) – Dr. Doom, Mole Man
- Fatal Fury: The Motion Picture (animatiefilm) – Wolfgang Krauser, Billy Kane, Hauer
- George of the Jungle (animatieserie) – Aap
- Hamtaro (animatieserie) – Howdy
- He-Man (animatieserie) – Man-E-Faces, Trap-Jaw, Tri-Klops
- He-Man: Defender of Grayskull (computerspel) – Tri-Klops, robotwachters
- Hikaru no go (animatieserie) – Toya Meijin
- Hulk (computerspel) – Madman
- Hulk Vs (animatiefilm) – Hogun
- InuYasha (animatieserie) – Naraku, Myoga, Ginta, Onigumo, Hitomi Kagewaki
- Iron Man: Armored Adventures (animatieserie) – Dr. Doom
- Kessen (computerspel) – Ieyasu Tokugawa
- Marvel vs. Capcom 3: Fate of Two Worlds (computerspel) – Dr. Doom, Shuma-Gorath
- Mobile Suit Gundam SEED (animatieserie) – Rau Le Creuset
- Mobile Suit Gundam SEED Destiny (animatieserie) – Shinns vader, Sato, Tatsuki Mashima
- Mobile Suit Gundam 00 (animatieserie) – Graham Aker
- Planet Hulk (animatiefilm) – Beta Ray Bill
- Ranma ½ (animatieserie) – Happosai, Gora, Yutaro Yudono, Oni
- ReBoot (computergeanimeerde serie) – Matrix
- Spider-Man: Battle for New York (computerspel) – Green Goblin
- Street Fighter (animatieserie) – Fei-Long, E. Honda, Balrog, T. Hawk, Dee Jay
- Transformers: Armada (animatieserie) – Sideways, Nemesis Prime
- Transformers: Cybertron (animatieserie) – Landmine, Overhaul
- Transformers: Energon(animatieserie) – Rodimus
- Warhammer 40,000: Dawn of War (computerspel) – Captain Gabriel Angelos
- X-Men: Evolution (animatieserie) – Juggernaut